# Montagnat
Montagnat település Franciaországban, Ain megyében. Lakosainak száma 2164 fő (2022. január 1.). Montagnat Bourg-en-Bresse, Certines, Ceyzériat, Péronnas, Revonnas, Saint-Just és Tossiat községekkel határos.

## Népesség
A település népességének változása:
| Lakosok száma | 419  | 1005 | 1173 | 1549 | 1803 | 1921 | 1992 | 2116 | 2142 | 2164 |
|               | 1968 | 1982 | 1990 | 2006 | 2013 | 2015 | 2017 | 2019 | 2020 | 2022 |